# 皮克斯瓦格巴赫河
51°9′7.00″N 7°19′19.50″E / 51.1519444°N 7.3220833°E
皮克斯瓦格巴赫河（德語：Pixwaager Bach），是德國的河流，位於該國西部，處於北萊茵-威斯特法倫州，屬於伍珀河的左支流，河道全長1.6公里，流域面積0.8平方公里。